# Palhinha (ur. 1967)
Palhinha, właśc. Jorge Ferreira da Silva (ur. 14 grudnia 1967 w Carangola) – brazylijski piłkarz, występujący na pozycji napastnika.

## Kariera klubowa
Palhinha rozpoczął piłkarską karierę w Américe Belo Horizonte w 1988 roku. W 1992 przeszedł do São Paulo FC. Z São Paulo zdobył Copa Libertadores 1992 i 1993, Puchar Interkontynentalny w 1992 i 1993, Copa CONMEBOL 1994 oraz mistrzostwo stanu São Paulo – Campeonato Paulista w 1992 roku.
W latach 1996–1997 grał w Cruzeiro EC. Z Cruzeiro zdobył Copa Libertadores 1997, Puchar Brazylii 1996 oraz dwukrotnie mistrzostwo Minas Gerais – Campeonato Mineiro w 1996 i 1997 roku.
W 1997 wyjechał na krótko do Hiszpanii do RCD Mallorca. Po powrocie do Brazylii występował krótko w CR Flamengo, po czym został zawodnikiem Grêmio Porto Alegre. Z Grêmio zdobył mistrzostwo stanu Rio Grande do Sul – Campeonato Gaúcho w 1999 roku. W latach 2000 i 2001 grał w Peru w Sportingu Cristal Lima i Alianzy Lima. Z Alianzą zdobył mistrzostwo Peru 2001. Później grał w kilku klubach, jednakże nie odniósł większych sukcesów i 2006 roku zakończył karierę jako zawodnik Guarulhos.

## Kariera reprezentacyjna
Palhinha ma za sobą powołania do reprezentacji Brazylii, w której zadebiutował 1 sierpnia 1992 w wygranym 5-0 towarzyskim meczu z reprezentacją Meksyku zastępując w 75 min. Raía. W 1993 roku wystąpił w Copa América 1993. Na turnieju wystąpił we wszystkich czterech meczach Brazylii z: Peru, Chile (bramka), Paragwajem (2 bramki) oraz Argentyną.
W tym samym roku uczestniczył w eliminacjach Mistrzostw Świata 1994. Ostatni raz w reprezentacji wystąpił w 16 grudnia 1993 w meczu z Meksykiem. Ogółem w reprezentacji rozegrał 16 meczów i strzelił 6 bramek.